# European Conference on Artificial Intelligence
La conferenza European Conference on Artificial Intelligence (ECAI) è la principale conferenza nel campo dell'Intelligenza Artificiale in Europa ed è comunemente elencata insieme a IJCAI e a AAAI come una delle tre principali conferenze generali sull'IA a livello mondiale. La serie di conferenze si tiene senza interruzioni dal 1974, inizialmente sotto il nome di AISB.
Le conferenze si svolgono sotto l'egida della European Association for Artificial Intelligence (EurAI) e sono organizzate da una delle società membri. La rivista AI Communications, sponsorizzata dalla stessa società, pubblica regolarmente numeri speciali in cui i partecipanti alla conferenza riportano le loro esperienze sull'evento.

## Lista di conferenze ECAI
- ECAI-1992 – Vienna, Austria
- ECAI-1996 – Budapest, Ungheria
- ECAI-1998 – Brighton, Regno Unito
- ECAI-2000 – Berlino, Germania
- ECAI-2004 – Valencia, Spagna
- ECAI-2006 – Riva del Garda, Italia
- ECAI-2008 – Patrasso, Grecia
- ECAI-2010 – Lisbona, Portogallo

- ECAI-2012 – Montpellier, Francia
- ECAI-2014 – Praga, Repubblica Ceca
- ECAI-2016 – L'Aia, Olanda
- ECAI-2018 – Stoccolma, Svezia
- ECAI-2020 – Santiago de Compostela, Spagna
- ECAI-2022 – Vienna, Austria
- ECAI-2023 – Cracovia, Polonia
- ECAI-2024 – Santiago de Compostela, Spagna